# Natur- und Bergbaulehrpfad „Zum Hohen Forst“

Logo

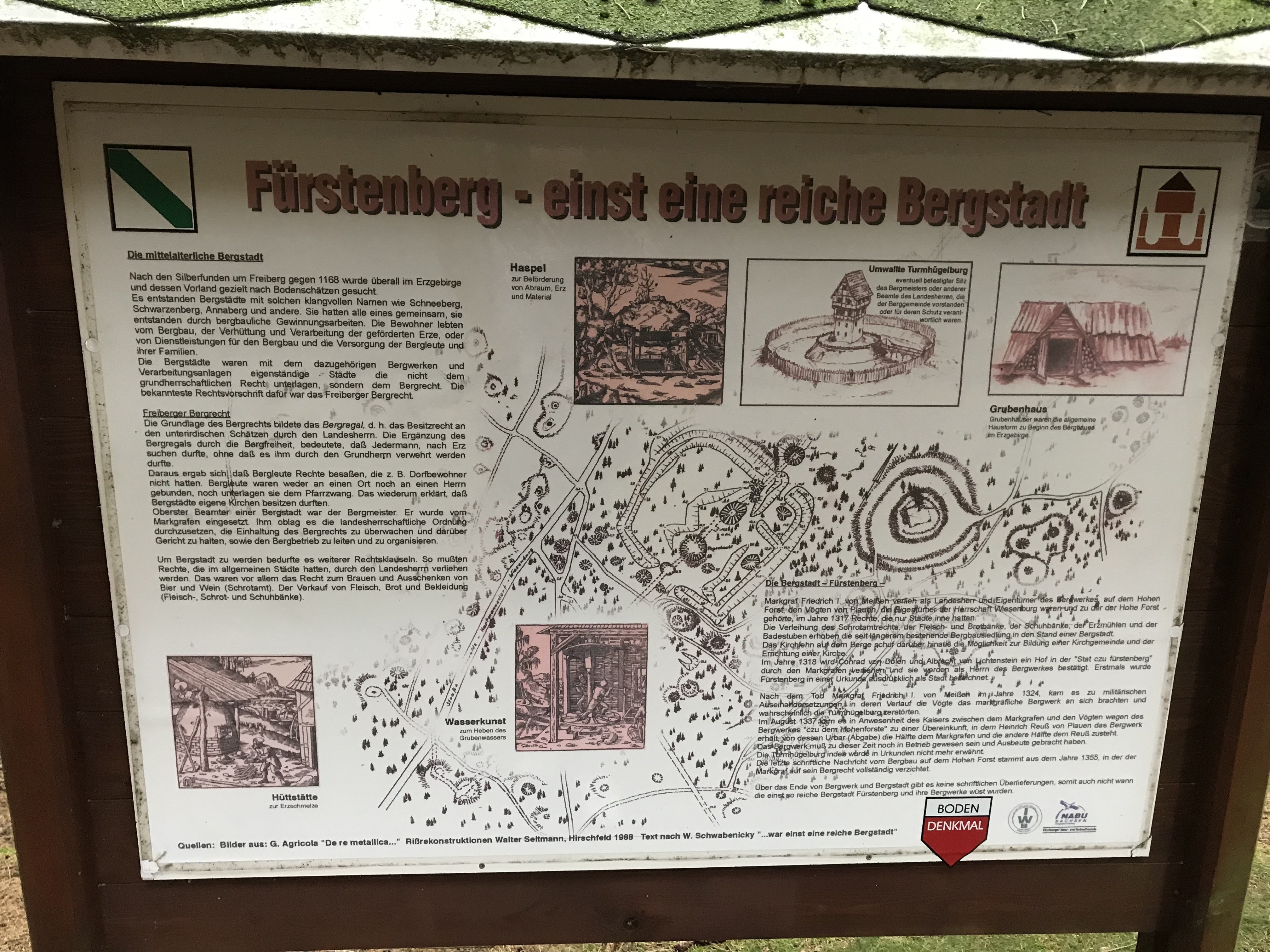
Schautafel Station 5

Der Natur- und Bergbaulehrpfad „Zum Hohen Forst“ ist ein im September 2002 eröffneter Bergbaulehrpfad im Hohen Forst bei Kirchberg in Sachsen. Das Wegesymbol ist ein weißes Quadrat mit einem diagonal von links oben nach rechts unten verlaufenden grünen Band.

## Verlauf
Der Lehrpfad ist ein 6,2 km langer Rundweg. Am Startpunkt befindet sich ein Parkplatz. Von dort führen Wegweiser entlang historischer Zeugnisse der Bergbaulandschaft Fürstenberg. Die 11 Schautafeln behandeln jeweils auf Vorder- und Rückseite Bergbau und Natur.

## Stationen
1. Alte Wiesenburger Landstraße ⊙
2. „Schöne Aussicht“ mit Blick zur Silberstraße und nach Weißbach ⊙
3. Zechenplatz mit Wanderrastplatz, Naturschutzstation und „Engländerstolln“ ⊙
4. Pingenfeld des „Tiefen Martin-Römer-Stollns“ ⊙
5. Zentrum des Bergbaugeländes⊙
6. Am „Kleinen Hirschenstein“ ⊙
7. Die „Hechtlöcher“ ⊙ nebst Mundloch „Tiefer Martin-Römer-Stolln“ ⊙
8. An der „Großen Forstwiese“ ⊙
9. „Gerichtseiche“ ⊙